# Boris Yotov
Boris Yotov, né le 25 février 1996 à Sofia, est un rameur azerbaïdjanais, d'origine bulgare.
Il mesure 1,95 m pour 93 kg et il réside à Mingəçevir avec son coéquipier de deux de couple, Aleksandar Aleksandrov. 
Il a débuté l'aviron en 2008. Il a remporté en skiff la médaille d'argent des Jeux olympiques de la jeunesse de 2014. Il est médaillé d'argent en deux de couple aux Championnats d'Europe d'aviron 2014.
À Aiguebelette, lors des Championnats du monde, ils remportent la finale B ce qui qualifie leur pays pour la régate olympique à Rio en 2016.